# Марковізна (Підкарпатське воєводство)
Марковізна (пол. Markowizna) — село в Польщі, у гміні Соколів-Малопольський Ряшівського повіту Підкарпатського воєводства.
Населення — 422 особи (2011).
У 1975-1998 роках село належало до Ряшівського воєводства.

## Демографія
Демографічна структура станом на 31 березня 2011 року:
|          | Загалом | Допрацездатний вік | Працездатний вік | Постпрацездатний вік |
| -------- | ------- | ------------------ | ---------------- | -------------------- |
| Чоловіки | 221     | 52                 | 145              | 24                   |
| Жінки    | 201     | 42                 | 110              | 49                   |
| Разом    | 422     | 94                 | 255              | 73                   |